# 流量获得成本
流量获得成本（traffic acquisition costs、簡稱TAC）应当是维护网站流量所需的成本。获得稳定而有效的流量需要做广告或者交换连接什么的,都需要付出成本.